# Dacapo Mariestad

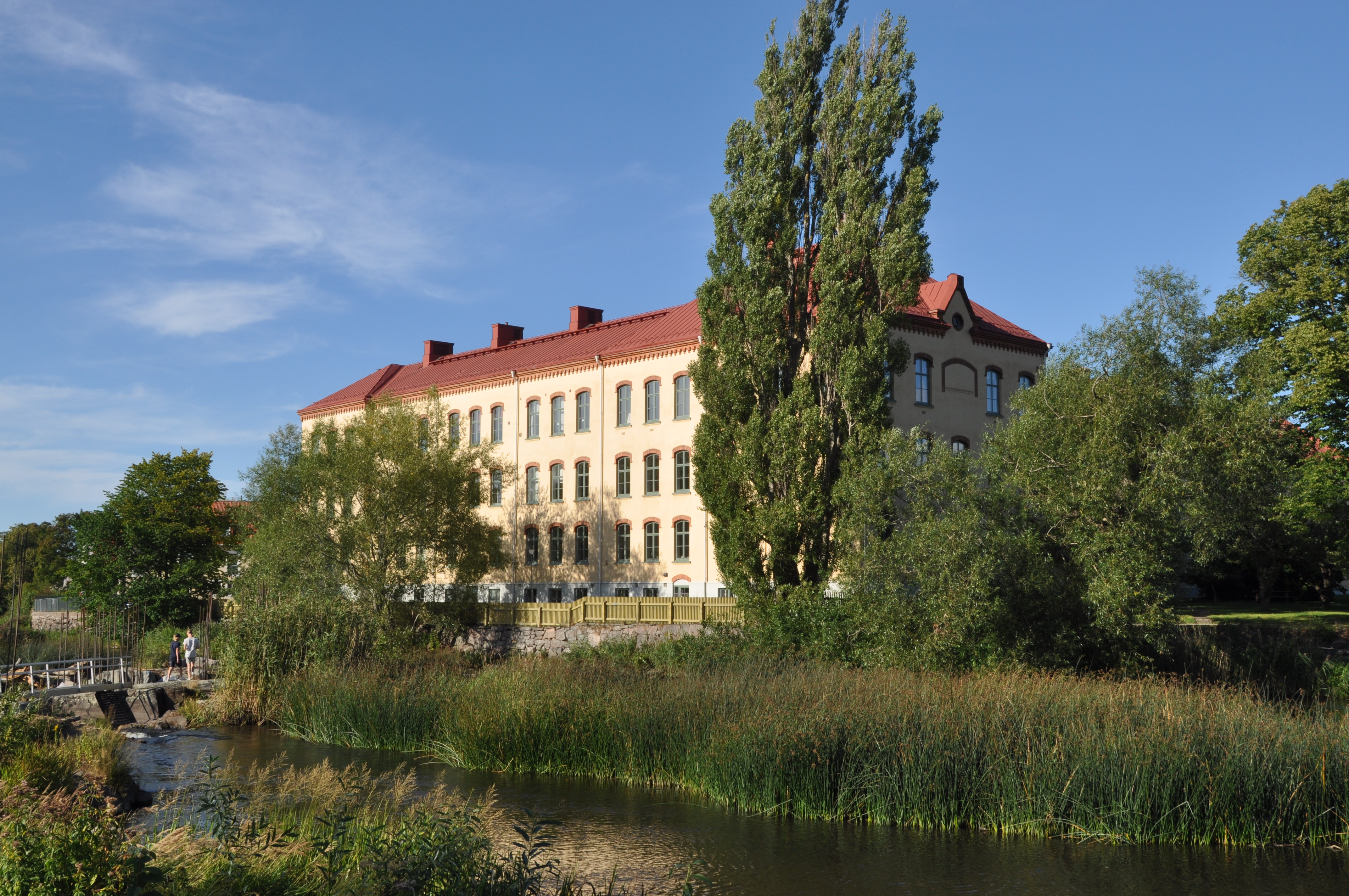
Trädgårdens skola i Mariestad.

Dacapo Mariestad är Mariestads kommuns högskoleplattform. Där finns dels lärarutbildningar, och tandsköterske- och crossmediautbildning.
Lärarutbildningarna är distansutbildningar i samarbete med Karlstads universitet, inriktade mot förskollärare och grundlärare åk 1-3 och 4-6. Tandsköterskeutbildningen bedrivs inom yrkeshögskolan.
Dessutom finns utbildningar inom hantverk. Dessa tillhör institutionen för kulturvård vid Göteborgs universitet. Skolan bedriver forskning och utbildning av kulturvård och kulturarv med möjlighet till magister- och doktorsexamen. Där finns följande två inriktningar:
- Bygghantverk, med inriktningarna mur- eller trähantverk. Treårigt program.
- Trädgårdens och landskapsvårdens hantverk. Treårigt program.

Sedan april 2010 finns även Hantverkslaboratoriet, ett nationellt centrum för kulturmiljöns hantverk, inom Göteborgs universitet.